# Lope de Barrientos
Lope de Barrientos o fray Lope de Barrientos (Medina del Campo, 1382-Cuenca, 1469), también llamado Obispo Barrientos, fue un influyente y poderoso clérigo de la Orden de Predicadores (O.P.), en la Corona de Castilla durante el siglo xv. Oriundo de Medina del Campo, donde estudió gramática, aprovechó la costumbre secular de los monarcas castellanos de emplear nobles de segunda fila en la corte (alejando así del poder a la alta nobleza) para entrar al servicio de Fernando de Antequera. Progresó desde fraile dominico a catedrático de la Universidad de Salamanca, confesor real de Juan II de Castilla, obispo en tres ciudades sucesivas: Ávila, Segovia y Cuenca, inquisidor, hombre de confianza de los reyes Juan II y Enrique IV de Castilla y canciller mayor de Castilla. También es autor de escritos de teología y sobre la problemática religiosa de su época.

## Biografía
Nació en Medina del Campo en el año 1382, hijo de un servidor de Fernando de Antequera, llamado Pedro Gutiérrez de Barrientos, que murió sirviéndole en batalla. Es probable, aunque no se ha podido demostrar, que procediese de una familia de judeoconversos al servicio de la corona desde antiguo. En la corte vio nacer y trató a los Infantes de Aragón, hijos de don Fernando, lo que explica que estuviese de su parte —al menos, al principio— en las luchas intestinas castellanas contra Álvaro de Luna.
Estudió como fraile dominico, primero en Medina del Campo y, a partir de 1406, es enviado como profesor al Estudio General del Convento de San Esteban de Salamanca, desde donde pasó a la Universidad a enseñar teología y filosofía. Allí coincidió con otro personaje ilustre, Tomás de Torquemada. Dado que tenían muchas cosas en común: ser ambos de origen judío, pertenecer a la orden de los dominicos y venir de un pueblo de la provincia de Valladolid, entablaron amistad y, sin duda, compartieron ideas sobre el problema religioso en Castilla.
Barrientos destacó tanto en su magisterio que se convirtió en 1416 en catedrático de prima de Teología de dicha universidad, hasta que el rey Juan II lo nombró confesor real en 1433 y le encargó que educase al futuro rey, el príncipe Enrique y, más tarde, a su último hijo, el infante don Alfonso (* 1453; † 1468).

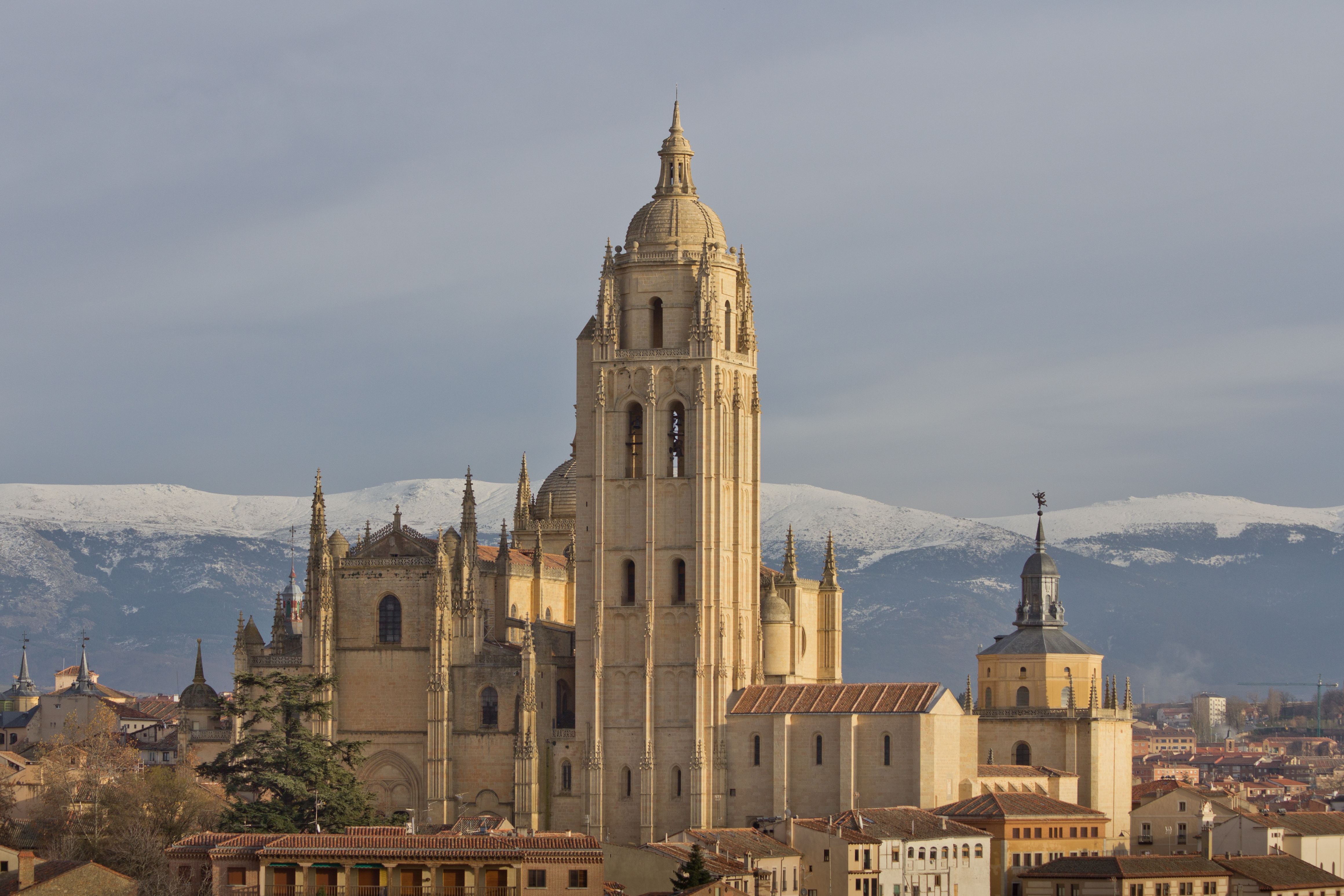
Catedral de Segovia.

También fue nombrado Inquisidor y, en 1438, fue elegido obispo de Segovia; el 3 de mayo de 1440 celebra un concilio en la iglesia de San Miguel de Turégano, en el que presentó su Instrucción Synodal para la formación teológica y pastoral de sus clérigos. Casi siempre fiel a Juan II, cambió la diócesis de Segovia, en 1442, cuya demarcación se hallaba bajo la influencia del rebelde príncipe Enrique, por la de Ávila adepta al monarca, y más tarde logró en Tordesillas la reconciliación de ambos para ofrecer un frente unido ante Navarra y Aragón. En 1444 ocupó la diócesis de Cuenca y al año siguiente cooperó con sus tropas en la batalla de Olmedo (1445); y años más tarde, 1449, defendía asimismo con las armas su diócesis contra las tropas de don Alonso de Aragón y otros nobles castellanos. Se le ofreció el arzobispado de Santiago, pero lo rechazó.
A pesar de sus importantes responsabilidades religiosas, nunca dejó su labor de hombre de estado como consejero del rey Juan II, primero, y de Enrique IV, después. Posiblemente instruyera a la futura Isabel la Católica, hermanastra del rey (muchas de sus actuaciones en política religiosa encajan con la forma de pensar de Barrientos). Desde su posición privilegiada y de confianza influyó decisivamente en la política de estos dos reyes castellanos; y, seguramente, también conspiró, especialmente contra el primero (dada su mencionada amistad con los Infantes de Aragón).
Su labor como hombre de estado fue tan discreta como fundamental. Trabajó al lado de Juan II, al principio como partidario de los Infantes de Aragón, pero después como un fiel seguidor. Acabó siendo un hombre realmente poderoso y rico a pesar del voto de pobreza de la orden a la que pertenecía.
Muerto en 1454 don Álvaro de Luna, le sustituyó en el gobierno de Castilla hasta la muerte de don Juan II, apartándose más tarde de los negocios de estado por desacuerdos con el nuevo monarca (Enrique IV de Castilla). Pese a su azarosa vida política, tuvo aún tiempo para fundar diversas casas conventuales —el Hospital de San Sebastián de Cuenca y el de Nuestra Señora de la Piedad de Medina del Campo, donde, por un tiempo, reposaron sus restos— y escribir numerosos libros. Filosóficamente se alinea entre los renovadores de la Escolástica. Su muerte acaeció en Cuenca el 30 de mayo de 1469.

## Su actividad como inquisidor y sus ideas sobre los conversos
Cuando mediaba el siglo XV, un amplio sector social mantenía una postura muy radicalizada en contra de los judíos, tal como explica el franciscano Alonso de Espina en su escrito Fortalitium Fidei: «Entraron, ¡oh Señor!, en tu rebaño los lobos rapaces. Nadie piensa en los pérfidos judíos, que blasfeman de tu nombre».
Frente a esta actitud se manifestaban los defensores de los conversos, personajes notables, algunos de ellos también conversos, como el relator Díaz de Toledo, Alonso de Cartagena, Lope Barrientos y Juan de Torquemada (tío del inquisidor). Benzion Netanyahu, autor del libro The Origins of the Inquisition in Fifteenth Century Spain, afirma que cuando los conversos españoles fueron perseguidos «reclutaron en su defensa a hombres de gran coraje y brillantez, como Lope de Barrientos…». De hecho, el obispo redactó diversos escritos de defensa, en los que reconocía «posible es que aya algunos, pero puesto que ansy sea, injusta e inhumana cosa sería todo el linaje dellos manzellar nin diffamar». Gracias a su cargo de inquisidor y a sus influencias, se puso en contacto con el papa Nicolás V y consiguió su respuesta favorable en 1449: según afirma Barrientos, el pontífice «había mandado que no se hiciera ninguna discriminación entre los nuevos convertidos a la fe y los cristianos viejos en la recepción y tenencia de honores, dignidades y oficios, tanto eclesiásticos como seculares».
Lope de Barrientos, llegó a asegurar que descendía de judíos bautizados. Sin embargo, las investigaciones apuntan a que era un cristiano viejo, que utilizaba esa mentira para consolidar su postura ideológica: defender a los conversos, atacar a los judíos.
A pesar de su loable defensa de los conversos, Barrientos y, en general, los dominicos, eran partidarios de prohibir el judaísmo en Castilla. Su idea era que los judeoespañoles debían convertirse o emigrar, y eso defendieron hasta que Fray Tomás de Torquemada convenció a Isabel la Católica en 1492.

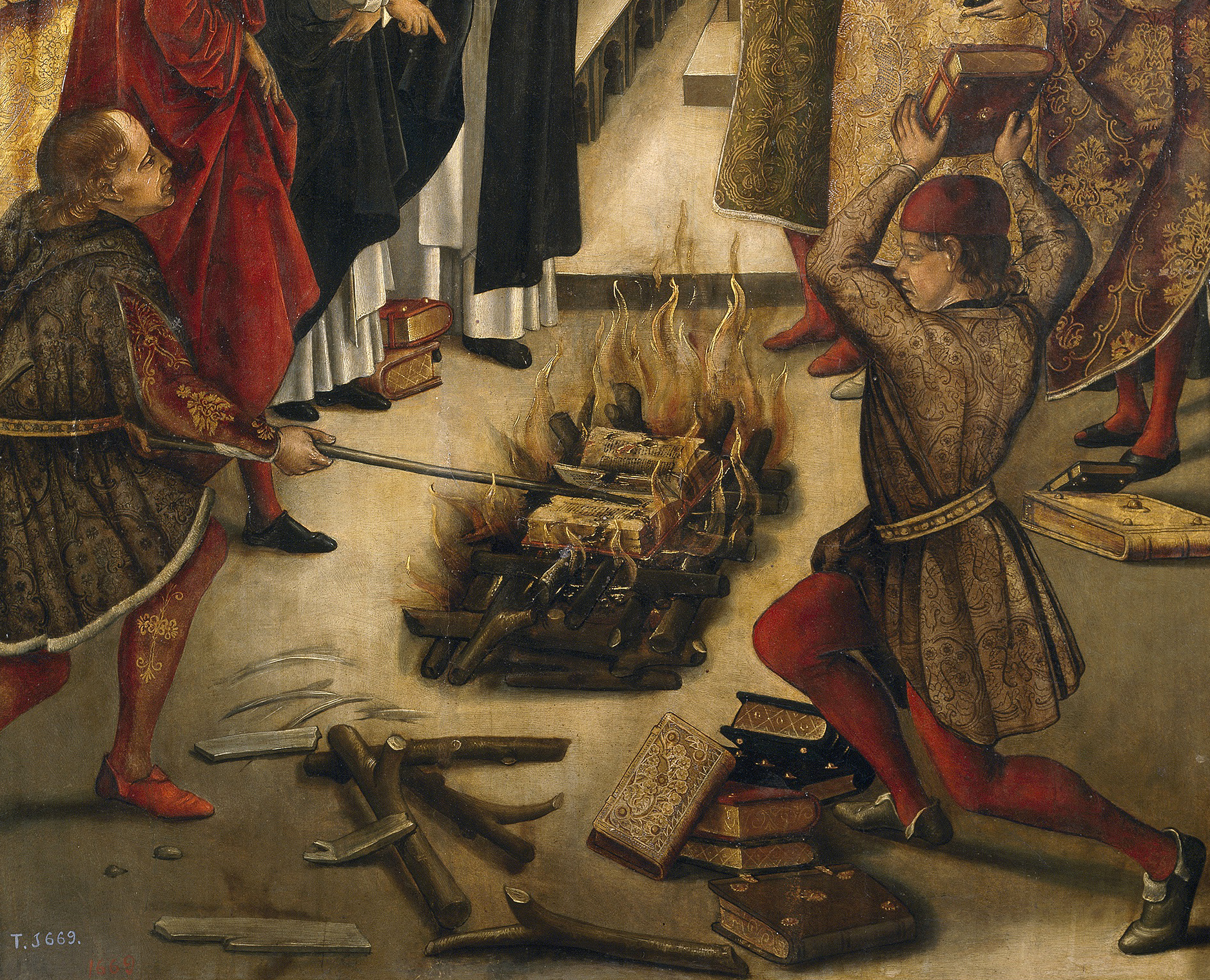
Quema de libros heréticos por frailes dominicos. Detalle de una tabla de Pedro Berruguete sobre la vida de Santo Domingo de Guzmán.

Otra de sus actuaciones más destacadas a las órdenes del rey fue el pleito contra don Enrique de Villena, al que condenó a prisión acusado de brujería y nigromancia. Algo sabía sobre estas materias, como testimonian los manuscritos inéditos de algunas obras suyas que hay en Salamanca: Tratado de caso e fortuna, Ms. Salamanca, Universidad, n. 2096, fol. i-12v. Tratado de dormir o despertar e del soñar de las adevinanças e agüeros e profecías, Ms. Salamanca, Universidad, n. 2096, fol. 12-55 y Tratado de la adevinança e sus especies, Ms. El Escorial, Biblioteca, h. III, 13. En realidad, tanto Juan II como él desconfiaban de las ideas innovadoras de las que era una de las personas más cultivadas y sabias de la época. Enrique de Villena escribía sobre muchos temas, era literato, traductor, cirujano, alquimista y es posible que coleccionase libros en hebreo y en árabe, lo que le convertía automáticamente en sospechoso de herejía. Villena murió en la cárcel, en 1434, y el rey Juan II le encargó a Barrientos el estudio de su biblioteca. Barrientos mandó quemar la mayoría de los códices, pero conservó unos pocos: «Fray Lope los miró e hizo quemar algunos, e los otros quedaron en su poder». El poeta Juan de Mena se quejó de tal barbaridad en unos versos de su Laberinto de Fortuna:

Perdió los tus libros sin ser conosçidos,

e cómo en esequia te fueron ya luego

unos metidos al ávido fuego,

otros sin orden non bien repartidos;
Laberinto de Fortuna de Juan de Mena; con una estrofa sobre la quema de libros de Enrique de Villena

Hay quien acusó a Barrientos de ser un salvaje y de apoderarse de los libros más valiosos para plagiarlos; otros, en cambio, le justificaron ya que, por lo visto, el rey quería quemarlos todos y solo la intervención del cura permitió salvar algunos. El mismo Lope de Barrientos se defiende de esta manera:

...que después de la muerte de D. Enrique de Villena, tú, como Rey cristianísimo, mandaste a mí tu siervo que lo quemasse a vueltas de otros muchos. Lo cual yo pusse en ejecución en presencia de algunos tus servidores. En lo cual, ansí como en otras cossas muchas, paresció e paresce la gran devoción que su señoria siempre ovo en la religión christiana. E puesto que aquesto fue y es de loar, pero por otro respecto, en alguna manera es bien guardar los dichos libros, tanto que estuviessen en guarda e poder de buenas personas fiables, tales que no usassen de ellos, salvo que los guardassen, a fin que algún tiempo podría aprovechar a los sabios leer en los tales libros por defensión de la fe e de la religión christiana e para confusión de los tales idólatras y nigrománticos
Tractado de la Divinança

## Su posición respecto al condestable Álvaro de Luna
Es complejo determinar si el obispo Barrientos era o no partidario del condestable Álvaro de Luna, pues, en palabras del historiador salmantino José Luis Martín: «…entre 1435 y 1440 el sistema de alianzas cambia continuamente. No es posible en una obra de esta naturaleza referirnos a todas ellas ni mencionar los nombres de quienes apoyan a unos u otro en cada momento.» Idea rubricada por Paulino Iradiel: «Las luchas civiles se desarrollan de manera contradictoria e intermitente hasta el final del reinado [de Juan II], con alianzas, tácticas circunstanciales y cambios de bando que hacen difícil su explicación.»
Sin embargo, es factible conjeturar que al principio Fray Lope de Barrientos era favorable a los infantes de Aragón. Pero era un hábil político que sabía maniobrar a tiempo y salvarse siempre del descalabro.
Cuando el infante de Aragón Juan en 1430, rompiendo las Treguas de Majano, invadió Castilla, el rey Juan II tuvo que refugiarse en Medina del Campo con sus leales (entre ellos, el obispo Barrientos). Medina no era una ciudad fácil de defender, pues su cerca no era propiamente castrense, sino, más bien para cobrar portazgos (tan solo la Mota estaba bien protegida). El obispo Barrientos se ofreció como mediador y consiguió un trato aparentemente beneficioso para ambos bandos. Sin embargo, todo parecía indicar que el clérigo había traicionado al rey castellano, pues cuando Juan II estaba celebrando, confiado en la plaza de Medina del Campo, las tropas del reino de Navarra irrumpieron en la villa y lo retuvieron. Aunque luego le dejaran ir, habían conseguido minar el prestigio de la corona y burlarse del rey. Posiblemente, entonces, Barrientos fue uno de los instigadores del destierro de Álvaro de Luna en 1439, preparando el camino para el triunfo de los infantes de Aragón.
Cinco años después, las tornas habían cambiado totalmente. La muerte de Blanca de Navarra, la esposa del infante Juan de Aragón, obligó a este a volver rápidamente a su reino, abandonado la campaña castellana, pues su propia corona peligraba frente a las pretensiones de Carlos de Viana. El poder de los infantes de Aragón se resquebrajaba, y Barrientos tenía que reaccionar rápidamente.
Además, Álvaro de Luna había vuelto y había reorganizado el bando realista con los recursos casi ilimitados de la mitra de Toledo, desde donde le apoyaba su medio hermano Juan de Cerezuela. Paradójicamente, el mismísimo Lope de Barrientos, a la sazón obispo de Ávila, se unió a él. Entre los preparativos para el enfrentamiento (que tendría lugar en Olmedo), Barrientos fue a Madrigal de las Altas Torres para convencer al heredero, el príncipe Enrique, de no volverse contra su propio padre.
La derrota de los infantes de Aragón en la Batalla de Olmedo (1445) fue aplastante. Las Coplas de la Panadera, que relatan los momentos previos al citado enfrentamiento, describen el ardor guerrero del obispo de la siguiente manera:

En cátedra de madera

vi al obispo Barrientos

Con un dardo sin armientos,

que a predicarles saliera

e por conclusión pusiera

quel que allí fuese a morir,

Él le faría subir

al cielo sin escalera

Di panadera!
Coplas de la panadera de Juan de Mena; con una estrofa sobre Lope de Barrientos

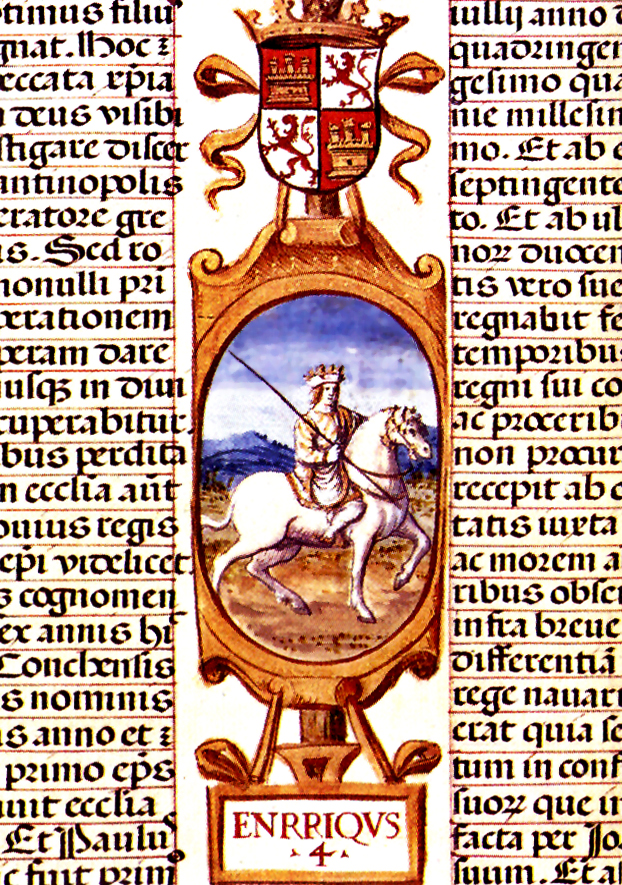
Enrique IV de Castilla.

Inmediatamente, Álvaro de Luna inició sus contactos con el príncipe de Viana, enemigo de Juan II de Aragón, y este tuvo que contraatacar de nuevo invadiendo Castilla. Como consecuencia, en 1449 los navarros intentaron tomar Cuenca con la ayuda del alcaide de la fortaleza, Diego de Mendoza. El Obispo Barrientos, que en esta época ya era plenamente fiel a Juan II de Castilla, organizó personalmente la defensa de la ciudad (por entonces, su diócesis). Con la ayuda de sus habitantes, aguantó el sitio hasta que llegó la ayuda del Condestable don Álvaro de Luna.
Pero la ciudad de Toledo se rebeló contra Álvaro de Luna, por la exigencia de impuestos destinados a sufragar la ayuda para la defensa de la ciudad de Cuenca, ejecutando a varios conversos, que eran los encargados de la fiscalización de las alcabalas. Cuando Álvaro de Luna liberó Cuenca e hizo huir a los navarros, las esperanzas de los sublevados de Toledo se disiparon y no les quedó otro recurso que entregar la ciudad al Condestable. Por propia convicción y por devolver el favor que le había hecho Álvaro de Luna al liberar Cuenca del sitio navarro, actuó contra el alcaide toledano, Pedro Sarmiento, para que fuese detenido y juzgado por sus asesinatos y rapiñas.
La influencia de hombre de estado de Lope de Barrientos siguió creciendo sordamente, de modo que con la muerte de don Álvaro de Luna en 1453, Barrientos se convirtió en la primera figura política de su tiempo y fue nombrado Canciller Mayor de Castilla. Además, en 1454, consiguió que el rey Enrique IV convirtiese a su familia en el séptimo linaje medinense. Durante los siglos XV y XVI, Medina del Campo era una ciudad de vital importancia para la economía castellana gracias a sus Ferias; pertenecer a uno de los siete linajes implicaba participar en el gobierno de la villa, tanto desde el punto de vista civil como religioso.
Pero Barrientos fracasó frente a la falta de carácter de Enrique IV, por más que le conminó, le escarneció, le presionó para que castigase a quienes esparcían el rumor de la infidelidad de la reina con uno de sus hombres de confianza, Beltrán de la Cueva, Enrique IV no reaccionó. Esto colmó la paciencia del Obispo Barrientos, que decidió abandonar la política y centrarse en la gestión de su diócesis de Cuenca hasta el día de su muerte.

## Sus obras
Lope de Barrientos no es muy conocido por sus estudios, salvo en círculos de especialistas, debido a que sus obras son de carácter teológico y van dirigidas a un público formado en estas cuestiones. En general, su orientación apunta a la modernización ideológica de la Iglesia hispana. Tiene tratados (todos ellos, en latín) sobre los Sacramentos, un compendio de Teología moral y un Libro de Decretales con el que contribuyó al enriquecimiento del derecho canónico.
- Clavis Sapientiae: Es la obra más antigua de Lope de Barrientos: una enciclopedia del saber filosófico-teológico de la época. El original no se conserva; hay una copia manuscrita de esta obra en la Biblioteca Nacional de Madrid.
- Opusculum super intellectu quorumdam verborum cuiusdam decreti contenti in volumine decretorum, ubi Gratianus, tractans de materia sacrilegii, XVII, q. III, ait: sacrilegii quoque reatum incurrit, qui iudaeis publica officia committit: Muestra el grave problema social, religioso, racial y doctrinal que, según Lope de Barrientos, provocaban los judíos. Para él, la solución más adecuada era la segregación (el equivalente del apartheid del siglo XV); aunque, si era posible, lo mejor sería la expulsión que se operaría pocos años más tarde. Se conserva algún manuscrito de esta obra, bien de propiedad privada bien en los archivos de alguna catedral.
- Index latinus ad sancti Antonini, Archiepiscopi Florentini, Summam Theologicam: Manuscrito conservado en el archivo de la Catedral de Segovia.

Por otra parte tiene varios manuscritos en castellano dirigidos a un público culto, pero menos especializado:
- Crónica del halconero (1454).[9] Es un resumen de la Crónica de Juan II, compuesta, entre otros, por Álvar García de Santa María.

- Contra algunos zizañadores de la nación de los convertidos del pueblo de Israel (1445-1451). Es una defensa de los judeoconversos españoles. Hay un manuscrito en la Biblioteca de la Universidad de Salamanca y otra copia del siglo XVII en la Biblioteca Nacional de Madrid.
- Tractado del caso y fortuna: Escribió este libro a petición del rey Juan II, cuando Barrientos era obispo de Cuenca, es puramente escolástico y discursivo, con excesiva sujeción a la doctrina de Aristóteles y no bastante respeto al libre albedrío. Se editó en 1927 en Salamanca, pero hay antiguas copias manuscritas: la de la Biblioteca Nacional de Madrid data del año 1549; la del Museo Británico de Londres es del siglo XV; hay, por último, otra copia en la Biblioteca de la Universidad de Salamanca.
- Tractado del dormir et despertar et del soñar et de las adevinanças et agüeros et profeçía: Son seis tratados encargados por el rey Juan II, satisfecho por el Tractado del caso y fortuna. Va por el mismo camino excesivamente ortodoxo; distingue en la interpretación de los sueños, con el recuerdo de los de José y otros casos de las Sagradas Escrituras, lo que puede tenerse por inspiración divina y lo que es palabrería; expone la teoría cristiana del profetismo y condena asperamente las adivinanzas y agüeros. Se conservan manuscritos en el Museo Británico de Londres. Hay una copia manuscrita de 1559 en la Biblioteca Nacional de Madrid. En las bibliotecas de El Escorial y de la Universidad de Salamanca hay sendas copias del siglo XV.
- Tractado de la divinança[10] (realmente es un resumen manipulado de un libro de la biblioteca de Enrique de Villena). Se considera que es la más importante obra de Barrientos. Aparentemente es moralizante y didáctica, con pretensiones filosóficas ya que expone las teorías de sabios que niegan la posibilidad de adivinar el futuro oponiéndolas a las de teólogos que creen tanto en la inspiración divina, como en la del diablo. Para demostrar que los espíritus malignos pueden manifestarse a los hombres recurre al caso de Eva y la serpiente, llegando a la conclusión de que las «Artes Mágicas» nacieron con el hijo maligno de Adán, quien lo recogió en un supuesto manuscrito llamado «Libro Raziel», y que por eso los magos son descendientes de Caín. Aunque en general Barrientos cree que «son casi siempre frívolas y de ninguna eficacia». A pesar de lo cual, determina que es necesario erradicarlas.

### Fundaciones
Estando al servicio de Juan II de Castilla, consiguió los señoríos de Pascualcobo y Serranos de la Torre, que fue ampliando con heredades en diversos pueblos, todos de Ávila. En 1451 mandó construir el castillo de Serranos de la Torre (provincia de Ávila), conocido actualmente como Torrejón de los Serranos. Como cualquier clérigo de importancia que se preciase, se dedicó a todo tipo de obras de caridad, becas de estudios y otro tipo de buenas acciones. Algunos historiadores consideran a Lope de Barrientos fundador del Hospital universitario de Salamanca, pero es una opinión con escaso fundamento; entre sus fundaciones seguras se destacan:
- Su obra más importante, el Hospital de la Piedad de Medina del Campo, donde había una capilla funeraria. El Obispo dejó fondos para mantener el hospital durante mucho tiempo, cuidando a los más pobres y menesterosos, además de mantener varios médicos y clérigos que daban consejos sobre teología. También en Medina del Campo construyó tres humilladeros y agrandó el convento dominico de San Andrés, donde se crio.
- Fuera de su patria chica, destaca la construcción del Hospital de San Sebastián, en Cuenca, y una ermita consagrada, también, a San Sebastián en el convento de la Peña de Francia (Salamanca).[13] Sin embargo, en la actualidad ninguna de sus obras se conserva.